# Ponte del Grano
Il ponte del Grano (in sloveno Žitni most) è un ponte pedonale di Lubiana, il quale attraversa il fiume Ljubljanica e collega via dei Conciatori (Usnjarska ulica) con via Gestrin (Gestrinova ulica) e collega il lungofiume Petkovšek (Petkovškovo nabrežje) con il lungofiume Poljane (Poljanski nasip).

## Storia
Il ponte è stato inaugurato il 24 agosto 2010 e l'importo dei lavori è stato di 178 085,60 euro. Il nome prende origine dal mercato dei cereali che si svolgeva dal 1876 al 1898 nella vicina piazza Sant'Ambrogio.

## Descrizione
È molto usato dai residenti locali e studenti e ha alleggerito il traffico pedonale del ponte dei Draghi e del ponte di San Pietro. Il ponte è lungo 36 metri e largo 3,8 metri.

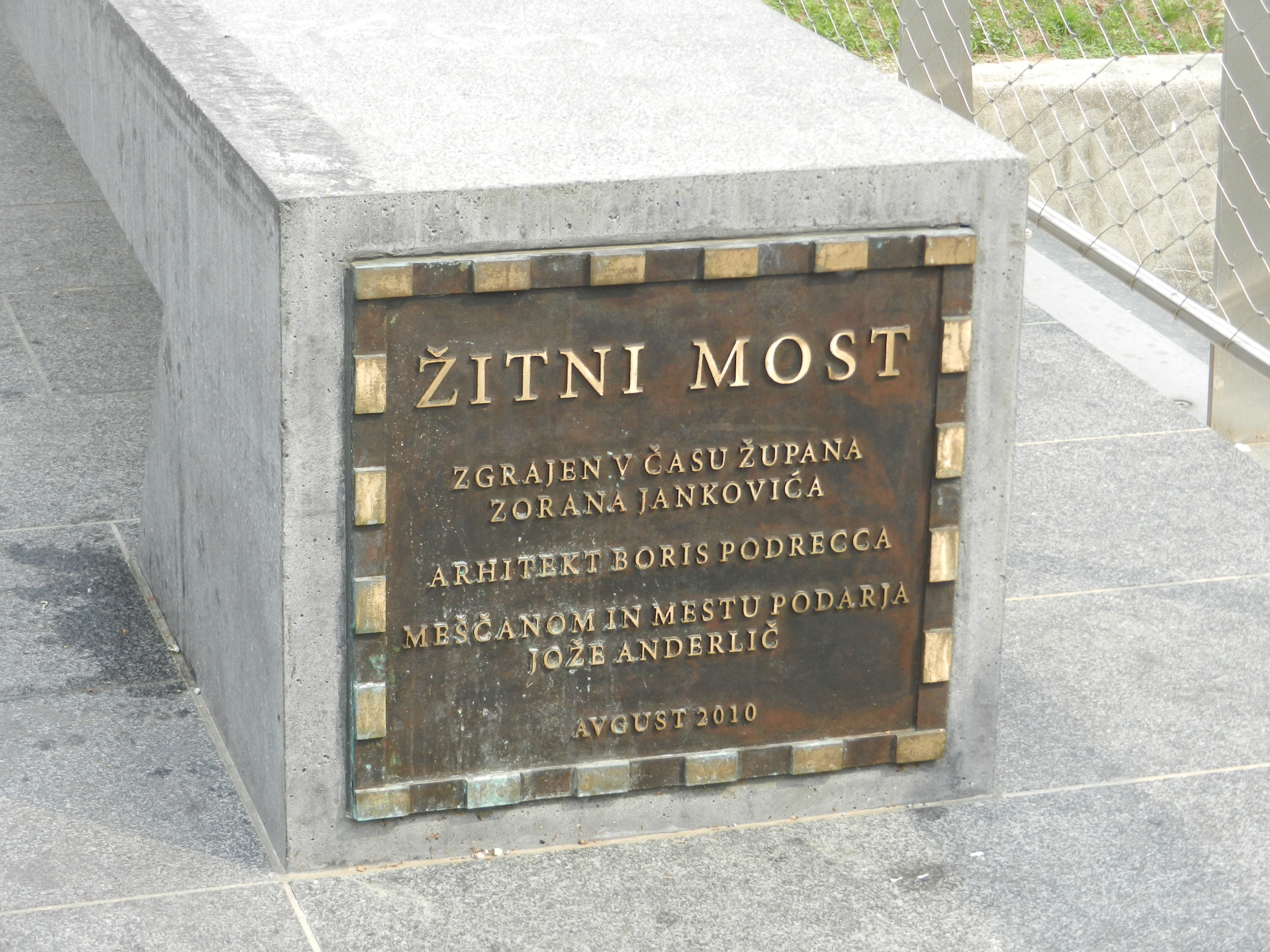
Lastra commemorativa della costruzione del ponte che recita: "Ponte del Grano. Costruito sotto l'amministrazione del sindaco Zoran Janković. Architetto Boris Podrecca. Donato alla città ed ai suoi cittadini da Jože Anderlič. Agosto 2010".